# Зіткнення в Пакраці
Зіткнення в Пакраці (англ. Pakrac clash), у хорватських джерелах: Битва за Пакраць (хорв. Bitka za Pakrac) — збройні зіткнення, які відбулися в березні 1991 року в Пакраці, що на заході Славонії. Це був один з перших великих боїв між хорватами та сербами в рамках війни за незалежність Хорватії. Зіткнення сталися, коли після розпочатих звільнень сербів з органів МВС поліціянти-серби захопили поліційну дільницю і муніципальні установи Пакраця, взявши в полон кількох хорватських правоохоронців. Хорватське керівництво закликало міністра внутрішніх справ відновити порядок у місті і завдати контрудару. Хорватський загін поліції спецпризначення взяв місто приступом і витіснив з нього сербських ополченців. Для запобігання подальшим зіткненням у місто було введено частини Югославської Народної Армії.

## Передумови
З 1990 по 1991 роки хорватські серби перебували в опозиції до націоналістичного президента Хорватії Франьо Туджмана. Вони скликали Сербську національну раду в липні 1990 року, щоб затримати процес відокремлення Соціалістичної Республіки Хорватія від комуністичної Югославії та з метою координувати свої дії. Головою ради було обрано лікаря з Книна Мілана Бабича. Начальник поліції Книна Мілан Мартич дістав призначення командувати збройними силами сербської опозиції. Ці двоє людей стали політичними і військовими керівниками самопроголошеної держави хорватських сербів Республіки Сербської Країни.

## Зіткнення
Пакраць розташовано в Західній Славонії. У 1991 році сербів у громаді Пакраць було 12813 (46,44 %). У самому місті — 3514 (42,86 %). 22 лютого депутати місцевої Скупщини проголосували за приєднання до САО Країни. Це викликало природну реакцію несприйняття в Загребі, після чого з місцевої поліційної дільниці почалося звільнення сербів. Однак серби роззброїли хорватських поліціянтів і взяли їх у полон, а потім почали їх залякувати і знущатися над полоненими хорватами. У відповідь на це Туджман закликав міністра внутрішніх справ Хорватії навести порядок і звільнити заручників. О 4:30 ранку 2 березня 1991 загін із двохсот хорватських спецпризначенців увірвався в Пакраць. За різними даними, від 32 до 180 сербів було арештовано, жертв і потерпілих не було.
Після хорватського штурму навколо будівлі поліції почали збиратися місцеві жителі-серби, проти яких хорватський спецназ застосував сльозогінний газ і фізичну силу, грубим чином розпочавши розганяти людей. У результаті, за повідомленнями зі штабу 5-го Військового округу, кілька сербських родин покинули місто. Один хорватський БТР відкрив стрілянину по двох солдатах ЮНА у будівлі місцевої лікарні, при цьому сержант-серб Саша Божанич врятував життя рядовому-хорвату Роберту Кайбе.
Дії хорватів привели до втручання центральних органів федерації. Член Президії СФРЮ (керівництва країни) від Сербії Борисав Йович підтримав прохання югославського міністра оборони Велька Кадієвича відправити підрозділи ЮНА в місто. Прибуття танків із бронетанкового батальйону 265-ї бригади ЮНА виявилося занадто пізнім, і хорватські поліціянти без труднощів зайняли місто. Тим не менш, серби відступили до пагорбів і звідти відкрили вогонь по місту. Тільки після переговорів із хорватами вогонь було припинено, а хорватські спецпризначенці покинули його.

## Наслідки
Цей інцидент став провісником того, що незабаром між хорватами і сербами могли виникнути збройні сутички. Сербський уряд почав роздмухувати націоналістичну пропаганду, використовуючи цю сутичку як буцімто факт геноциду хорватів над сербами, порівнюючи це з нацистськими злочинами. Однак плутанина була дуже й дуже сильною: сербські і чорногорські ЗМІ заявляли про те, що в місті було вбито до 40 осіб, а газета «Вечірні новини» у Белграді на першій смузі розмістила новину про нібито вбитого православного священика. Пізніше газета стверджувала, що його було поранено, потім вмістила нібито його звернення. Югославські урядовці незабаром поспішили спростувати всі чутки та заявили, що жертв у Пакраці не було.
Соціалістична партія Сербії, яку очолював Слободан Мілошевич, назвала дії хорватської поліції «брутальним нападом уряду Хорватії на мирне населення Пакраця і фашистським насильством», причому ця заява прозвучала на сербському телебаченні й радіо. Партія закликала сербів організовувати протести проти насильства з боку хорватського уряду. Мілошевич використовував цю подію, щоб вимагати надати право ЮНА силоміць роззброїти Хорватію, але таким чином зайшов у суперечку з самим собою, оскільки він заявляв, що не визнає влади керівництва югославської федерації.